# Елфен Лид
Елфен Лид (транслит.) је хорор, научнофантастична, трилер, драма манга и аниме коју је написао Лин Окамото. Аниме серија је емитована 2004. у Јапану, али пошто је започето емитовање пре завршетка манге, крај аниме серије се разликује у односу на крај манге. Стога је наредне, 2005. године, објављена засебна OВA епизода како би се неки детаљи разјаснили. Наслов потиче из немачког језика, преведен као „Песма вила”, исто као и песма „Елфенлид”.
Прича се фокусира на међусобни однос људи и измишљених диклонијуса, бића идентичних људским; једине разлике су два тупа „рога„ на глави, као и „вектори,” невидљиве руке управљане телекинезом које су у стању да униште мету на даљину. Главни лик је женски диклонијус Луси, коју су људи одбацили, услед чега је постала агресивна.
Серија се бави темама као што су отуђење, идентитет, освета, злостављање у детињству, трансхуманизам, љубомора, искупљење и драгоценост човечанства. Мада садржи изузетну дозу насиља и не препоручује се гледаоцима млађим од 18 година, серија је постала изузетно позната када ју је преузела компанија АДВ Филмс у САД-у.

## Радња
У једној лабораторији, гола девојка Луси, само са шлемом на глави, користи своје телекинетичке моћи, тј. „векторе,” како би побила тридесетак стражара и побегла из установе. „Вектори” је штите чак и од метака, тако да се чинило да је незаустављива, али је један стражар успео да јој погоди шлем, при чему она губи свест и пада у море. У Камакури, млади пар Јука и Кота налазе Луси на обали, али изненадно има сасвим другу личност, што се види и тиме што у том тренутку зна да каже само реч „Њу,” па је тако и зову. У Котиној кући, Луси добија храну и пиће док посебан тајни одред добија задатак да нађе Луси и да је убије. Војник садиста, Бандо, и његов колега су је једне ноћи лоцирали на плажи. Међутим, малтретирајући је изазвали су њен бес, при чему је опет покренула свој агресивни его и осакатила их. Ипак, Мају, 13-годишња бескућница, позове полицију, тако да су успели да спасу тешко рањеног Бандоа. У постројењу, главни водитељ истраживања објашњава да је Луси потребно елиминисати јер је она диклонијус, раса мутанта која у себи садржи вирус у стању да инфицира људска бића. Једино се препознају по избочинама, односно „роговима” на глави.
Назад у Камакури, Кота је одлучио да усвоји и Мају када сазна за њену прошлост: наиме, њен очух педофил ју је силовао, док њена мајка није хтела да јој верује, те је Мају побегла од куће – што Јуки изазове још већу љубомору будући да је тајно заљубљена у Коту. Како би организација пронашла Луси, предузима рискантан потез ослобађањем „броја 7,” женке диклонијус по имену Нана, како би је лоцирала. Иако је и сама била подвргнута бруталним експериментима, саму себе уверава да је Курама (вођа организације) њен „отац” и зато слуша сваку његову заповест. Одбачена до града, брзо и лако налази (агресивну) Луси, која не жели натраг у постројење, због чега између њих две настаје битка на гробљу. Због тренутка непажње, Луси је повредила Нану што јој даје шансу да побегне док не стигне Курама. Пошто је Нана тешко рањена, равнатељ организације Какузава даје Курами задатак да је успава. Међутим, уместо да то учини, он је потајно спаси и угради јој нове удове, те је пусти на слободу. Такође, опорављени Бандо сам креће у поход на Луси како би јој се осветио. Какузавин син, у исто време и Котин наставник, препознаје Луси и дрогира је. Онда се активира опет њена агресивна страна и она га убија. Ипак, он скида своју перику доказујући да је и он диклонијус, те да жели да расу диклонијуса замени људском расом.
Нана је од Кураме добила пуно новца, мада не зна на шта да га потроши све док је Мају није одвела до Котине куће. Тамо Нана напада Луси, због чега се Луси присети зашто је уопште према људима постала агресивна: док је била млађа, неки дечаци су јој се расистички ругали, те је малтретирали. Међутим, када су ранили њеног малог пса, Луси је пукао филм: полудела је, употребила је своје моћи по први пут, те их заклала, укључујући и своју „пријатељицу” која је открила дечацима о псу. Тада је и срела младог Коту са којим се спријатељила, будући да ју је овај признао без обзира на њене рогове. Срећна његовим признањем, полудела је када је сазнала да Кота већ има једну девојку. Бесна, нашла је Коту са његовим оцем и сестром Канае на метроу, и из освете убила му их је обоје. Кота је завршио на годину дана у душевној болници. Назад у садашњости; организација је наишла на најопаснијег диклонијуса, по имену Марико (познату као „број 35”), Курамину кћи, и пуштају је да нађе Нану и да је убије. Нана се преда, мада преживи скок са моста у море, налази је Курама. Луси се појављује и „векторима” масакрира војнике организације, Кота се сети свега и препозна је. Луси се извињава због онога што је учинила и моли га за опроштај, те одлази. Долази до обрачуна са остатком војске, мада исход није приказан. На крају аниме серије, приказано је како Нана, Мају, Јука и Кота живе као породица. Онда неко зазвони на вратима, а када Кота одлучи да отвори, чује је сат који је поправила Луси.

### Завршетак у манги
Након што Курама каже Марико о околностима њеног рођења, она се осећа одбаченом и нападне Нану, али ову Бандо успе одвести на безбедно место. Курама се помири с Марико која га заштити од поготка ракете. Тада се појави Луси и покушава да убије Кураму, али спаси га Марико која се жртвује активирајући бомбу унутар свог тела пред њом. То врати Луси назад у недужно стање. Истовремено, директор Какузава лансира ракету која распрши вирус диклонијуса широм Јапана што би омогућило диклонијусима да се размноже, униште и замене људску расу. Неколико месеци касније, Какузавини научници пошаљу новог плаћеника како би нашао Луси. Захваљујући уређају који је био спојен на остатке диклонијуса, овај проналази и улази у Котину кућу. Тамо су само Нана и Мају. Плаћеник рани и онеспособи Нану те одлучи силовати Мају. Али, управо се тада појави Бандо и спаси је. Међутим, разљути се када открије да је Луси све време била у кући. Луси и Бандо крену у двобој на плажи. Појави се плаћеник како би је заштитио, али га она убије. Тада убија Бандоа који остане преполовљен да лежи на обали. Мају побегне са плаже и закључи да је Бандо мртав, те се наљути на Луси. То чује Њу, која, не схватајући шта се догодило, одлучи да напусти дом јер се боји да је оптужују да је убила стотине људи, а да се ничега не сећа. Неко време касније, Кота се повери помоћној научници Аракави како би сазнао где је нестала Луси. Међутим, Аракава га прати те тако открије где живи и информише посебну јединицу која упадне у њихов дом и рани Коту. Рањена Луси коначно бива заробљена и одведена назад у лабораторију. На месту хаоса појави се и Курама који је изгубио разум и мисли да је једна преминула клонирана диклонијус девојка његова ћерка Марико. Међутим, сети се ко је и поновно се удружи са Наном.
На острву са лабораторијом, директор Какузава објасни Луси/Њу да је она засад једина диклонијус жена која је плодна те да са њом намерава да створи нову расу, са собом као краљем света. Онда јој исприча како су људи диклонијусе стотинама година звали „демонима” те их отерали на то острво, где су ослабили и пали у заборав и митологију. Скине перику да јој открије да и он има рогове. Такође је у подземној пећини уз помоћ мутација повећао тежину мозга своје ћерке Ане како би је учинио свезнајућом, те искористио да му помогне у осмишљавању тог плана. Када Какузава открије да је Лусина мајка починила самоубиство након што ју је родила, ова га убије. Ана, сада огромно чудовиште, покуша је зауставити, но то само повећа њен бес и она покрене уништење целог острва. Тада изјави да Какузава није ни био диклонијус, него су његови рогови на глави били само плод неке мутације. Аракава пронађе противотров за вирус диклонијуса, но урушавањем лабораторије сви заробљени диклонијуси започињу осветнички поход против тамошњих научника. Аракава једва успева да се спаси када је пронађе спасилачки тим у огромном машини који се креће уз помоћ вектора. Острво потоне и са њим сви диклонијуси, изузев Луси која се домогне обале. Тамо наиђе на рањеног Коту који се сетио свега те је одлучи суочити је са њеним гресима. Одлазе на торањ где јој каже да јој никада не може опростити што му је убила оца и сестру, што је растужи. На питање зашто је то учинила, она му одговара да су је људи провоцирали и малтретирали до те мере да их је све хтела осакатити: Њу је њена добра, идеална личност, а Луси њена љутита која се развила као механизам само-одбране. Кота јој на то одговори и да људи знају да се наљуте до те мере да би најрадије неког повредили, али да имају довољно интегритета одбити тај инстинкт јер „нису животиње”. То је растужи па му обећа да више неће користити своје моћи. Али, при силаску, нападне је Курама али се Кота баци испред да заустави метак због чега она опет полуди. Њене моћи крену да уништавају зграде широм града, што преоптерети њене моћи због ентропије тело почне да јој се топи. Тада се успротиви против свог инстинкта и одлучи да употреби своје моћи да излечи смртно рањеног Коту. Овај оздрави, али њено се тело готово скроз растопи. Тада га подсети на обећање из детињства: да ће је убити ако опет почне са клањем људи. Тужан, Кота је послуша. Годинама касније, противотров десеткује вирус диклонијуса а Аракава је због тога стекла славу. Мају на плажи сретне живог Бандоа чије је доње тело замењено андроидним деловима. Нана и Курама живе заједно. Ана се појави жива и изађе из огромне љуске чудовишног алтер-ага на потопљеном острву. Кота има ћерку коју је назвао Њу те се врати на место где је срео Луси као дечак. Тамо наиђе на њену закопану поруку од тада, у којој она описује како сања о „заручничком прстену”. Иза се појаве две девојчице које личе на Њу, што га развесели.